# Mže
Mže (tjekkisk udtale: [mʒɛ]; tysk: Mies) er en 105 km lang flod, mest i Tjekkiet. Dens udspring er beliggende i Griesbach-skoven (726 m over havets overflade), i Tyskland, nær landsbyen Asch, i kommunen Mähring, Landkreis Tirschenreuth. Den danner statsgrænsen på en kort strækning på 3 km og kommer så ind på tjekkisk territorium. Den passerer gennem byerne Tachov og Stříbro. Ved sammenløbet med Radbuza danner den Berounka i Pilsen. Dens største venstre biflod er Hamerský potok, og den højre biflod er Úhlava. Der er to vanddæmninger på Mže, Lučina og Hracholusky, begge i Tachov- distriktet. Mžes har et afvaningsareal på 1.828,6 km2 [1] hvoraf 1.792 km2 er i Tjekkiet.